# Надгробие Альбрехта Гаштольда
Надгробие Альбрехта Гаштольда — скульптурное надгробие эпохи Возрождения канцлера великого литовского Альбрехта Гаштольда в Вильнюсском кафедральном соборе, созданное примерно в 1539—1541 годах .

## Описание
Надгробие представляет собой плиту из красного мрамора, на которой высечено изображение усопшего в полный рост в технике высокого рельефа. Одной рукой канцлер держит флаг, другой меч. Фоновый растительный орнамент едва заметен, герб помещён в небольшой картуш, «волны» полотнища флага решены чрезвычайно скромно и лаконично. Тем не менее, именно лаконичность композиции и придаёт образу Альбрехта Гаштольда соответствующее его должности величие и даже суровость.
Альбрехт Гаштольд изображён воином, рыцарем, защитником Великого княжества Литовского. В художественном решении этого памятника сочетаются различные концепции. С одной стороны, он приближается к итальянским надгробьям с изображением умершего, который лежит на смертном одре, с другой — к южногерманским барельефам, на которых изображены покойники в доспехах со знаменем в руках. Сочетание этих концепций придаёт памятнику стилевое противоречие — застывшая поза покойного, безжизненно опущеная левая рука явно не подходят к позе ног, которые твёрдо опираются о край плиты, уверенному движению правой руки, держащей тяжёлый флаг .
Надгробие вмуровано в западную стену (справа от входа) капеллы Гаштольдов (Гоштовтов) Архикафедрального собора базилики Святого Станислава Святого Владислава. Высота горизонтально расположенной плиты составляет 120 см, ширина — 220 см.. Предполагается, что первоначально плита накрывала гроб Альбрехта Гаштольда.